# Stanična stijenka
Stanična stijenka tvorevina je nastala radom protoplasta. Njome su okružene stanice bakterija, gljivica, algi i viših biljaka. Vrlo je malo biljnih vrsta čije su stanice gole.
To je propusna, ali ipak čvrsta struktura koja štiti stanicu i daje joj stalan oblik.U mnogim stanicama postoji primarna i sekundarna stanična stijenka. 
Primarna stanična stijenka je građena od celuloznih niti koje su postavljene pod pravim kutom jedne na druge kako bi im se povećala čvrstoća. Celuloza je sastavljena od molekula D-glukoze. Od molekula glukoze stvaraju se polimerizacijom molekule celuloze koje su kristalnom pravilnošću poredane u micele. Oko 20 micela čini mikrofibril. Kad se mikrofibrili skupe stvaraju makrofibrile, a među njima je interfibrilni prostor. U interfibrilne prostore kapilarnim silama ulazi voda. 
Sekundarna stanična stijenka se može nalaziti unutar primarne, a građena je od lignina, tvari koja dodatno pojačava staničnu stijenku. Osim lignina u staničnu stijenci nalazimo i suberin (ester glicerola i masnih kiselina). Suberin čini vanjske prevlake na biljci koje štite od gubitka vode. 